# Brigita Švedska
Sveta Brigita Švedska (šved. heliga Birgitta, lat. Birgitta de Suecia), rođena kao Birgitta Birgersdotter (Finsta gård, oko 1303. – Rim, 23. srpnja 1373.), švedska mističarka,  književnica, utemeljiteljica Otkupiteljeva reda (brigitinki) i svetica Katoličke Crkve, najpoznatija svetica sjevernih naroda Europe. Zaštitnica je udovica i Švedske te sužastitnica Europe (zajedno sa sv. Benediktom, Ćirilom i Metodom, Katarinom Sijenskom i Edith Stein). Spomendan joj je 23. srpnja.
Najpoznatija je po svojim mistično-književnim Objavama (Revelationes), koje se ubrajaju među najvažnija djela švedske srednjovjekovne književnosti te po pobožnostima Petnaest i Sedam molitava svete Brigite.

## Životopis
Rodila se kao kćer ugledne švedske obitelji u Finsta gårdu kod Uppsale. S deset godina slušala je jednu propovijed o muci Isusovoj, koja je na nju silno djelovala i pod njezinim je dojmom ostala cijeloga života. Prvu noć nakon te propovijedi ukazao joj se raspeti Gospodin Isus i pozvao ju na trajno razmatranje svoje muke. Ona se tome pozivu odazvala, pogotovo kad je godinu dana kasnije izgubila majku. Do svoje udaje već u 14. godini, živjela tri godine kod svoje tetke, odvojena od oca i svoje obitelji. 
Udavši se po očevoj volji za Ulfa Gudmarssona, rodila je osmero djece. U jednom viđenju rekla joj je Blažena Djevica Marija: "Nastoj oko toga da tvoja djeca postanu i moja!« Ona je tu preporuku ispunila tako da je u jednom spisu zavrijedila ovu pohvalu: »Brigita je imala četvero muške i četvero ženske djece, i sve ih je imala svete." Njezina kći Katarina proglašena je svetom.
Kako bi se suobličavala s Kristom patnikom, činila je pokore, postila, a osobito strogo u korizmi. Činila je i mnoga djela milosrđa za siromašne, bolesne, patnike, pale djevojke. Nakon muževljeve smrti Brigita je sve više ulazila u javni život Crkve i Europe svojega vremena. Više puta je među posvađenim kraljevima imala mirotovornu posredničku ulogu, zauzimala se za povratak papa iz Avignona u Rim, za poboljšanje ćudorednoga života biskupâ i svećenikâ. Došavši u Rim, ondje je godinama stanovala u jednoj kući na Piazza Farnese. Tada se mnogo brinula za hodočasnike što su dolazili u Rim s europskog Sjevera. Brinula se ne samo za njihov smještaj, već još više da im svećenici u njihovu jeziku pružaju vjerske usluge, osobito propovijedanjem i ispovijedanjem.
Poticaj za osnutak Otkupiteljeva reda došao joj je od samoga Krista. Tu će zamisao ostvariti njezina kćerka Katarina te uz odobrenje pape Urbana V. u Vadsteni osnovati samostan od dva dijela: za muškarce i za žene. Godine 1372. Brigita je pošla na hodočašće u Svetu zemlju. U svibnju je stigla pred Jaffu gdje se brod nasukao, ali se nijednom putniku nije ništa dogodilo. U Jeruzalem je prispjela 13. svibnja. Ondje se nastanila u franjevačkom svratištu za hodočasnike, ostajući četiri i pol mjeseca. Imala je u programu pohoditi mjesta Isusova rođenja, krštenja, muke i smrti. Nalazeći se u bazilici Svetoga groba i moleći se, vidjela je u duhu cijelu Isusovu muku. Posjetila je i Betlehem, mjesto Isusova rođenja. Kad je bila u blizini Getsemanija na grobu Majke Božje, primila je objave o Marijinu životu i njezinu uznesenju na nebo. Druge manje objave primila je u dvorani Posljednje večere, na Maslinskoj gori i na Jordanu.
Za boravka u Svetoj zemlji, franjevci samostana na brdu Sionu njezina sina Birgera posvetili su za viteza Svetoga groba. Uz sv. Franju Asiškoga, ubraja se među najglasovitije srednjovjekovne hodočasnike Svete zemlje. U katoličkom svijetu popularnost je stekla mističko-književnim spisima koji su sakupljeni u jedan svezak pod nazivom Objave. Njima je ušča u povijest kao "Božji apostol i prorok" i kao "vidjelica i mističarka Sjevera".[nedostaje izvor]
Objave smatraju se književnim i mističnim remek-djelom, jer su pisane živim, slikovitim, koji puta i dramatskim stilom. To je djelo puno poezije. Prior Petar od Alvastre i magister Matija od Linköpinga prfeveli su ih na latinski jezik, a objavljene su svršetkom 15. st u Lübecku. U Objavama kao ideje vodilje dolaze do izražaja misli o Božjem gospodstvu, Njegovoj pravednosti, ali s kojom je uvijek povezano njegovo preobilno milosrđe. Objave izražavaju na osebujan način velike srednjovjekovne pobožnosti, osobito onu prema Kristovu čovještvu i Presvetoj Djevici. Sv. Brigita veliča Marijino bezgrješno začeće. Od svetaca slavi sv. Josipa i one svete kojih je svetišta kao pobožna hodočasnica pohodila, osobito ono sv. Jakova u Compostelli. Piše i o anđelima, osobito o čuvarima.

## Vanjske poveznice
Sestrinski projekti
|  | Zajednički poslužitelj ima još gradiva o temi Brigita Švedska |
|  | Wikizvor ima izvorni tekst Autor:Brigita Švedska              |

Mrežna mjesta
- Objave svete Brigite  Arhivirana inačica izvorne stranice od 28. kolovoza 2008. (Wayback Machine)